# Lewis Holtby
Lewis Holtby (Erkelenz, 1990. szeptember 18. –) német-angol származású labdarúgó, a NAC Breda játékosa.

## Pályafutása

### Fiatal évei
Fiatal korábban, már négyévesen a Sparta Gerderath csapatában játszott. Tizenegy évesen került a Borussia Mönchengladbach-hoz. A Mönchengladbach-nál úgy látták, hogy fizikai hiányosságai vannak, túl kicsi és lassú. Ezek után 2004-ben a Alemannia Aachen csapatába került. A 2006–07-es szezonban az U19-es csapatban 5 mérkőzésen lépett pályára és 1 gólt szerzett a VfL Bochum ellen. A 2007–08-as szezonban már a felnőttek között is szerepelt, de legtöbbször továbbra is az U19-esek közt szerepelt, néha a tartalékoknál is számoltak vele. A tartalékoknál 10 bajnokin 5 gólt szerzett és 2 gólpasszt adott. Az U19-eseknél remek szezont zárt. 2007. október 14. és november 18. között 8 gólt szerzett 4 mérkőzésen.

### Aachen
17 évesen már a felnőtt keret tagja volt. Bemutatkozása Jörg Schmadtke az akkori aacheni edzőnek köszönheti, 2007. december 7-én az FC St. Pauli ellen váltotta a 80. percben Mirko Caspert. A szezon során még egyszer lépett pályára a TuS Koblenz ellen, ahol kezdőként szerepelt és végig a pályán maradt.
A következő bajnoki szezonban már alapembernek számított. Első góljáig egészen a 16. fordulóig várnia kellett. 2008. december 8-án az 1860 München ellen szerezte meg, majd február 15-én duplázott az 1. FC Nürnberg ellen, adott egy gólpasszt és szerzett egy sárga lapot is. A német kupában 2 mérkőzésen szerepelt, míg a Bundesliga 2-ben 31 bajnokin 8 gólt és 10 gólpasszt adott. Ennek a remek teljesítmények a jutalma Bundesliga szerződést ért.

### Schalke 04
2009 júliusában,  négyéves szerződést kötött a gelsenkircheni klubbal, amely 2013. június 30-ig szólt. Már a szezon első mérkőzésén pályára lépett az 1. FC Nürnberg ellen. Decemberben 2 bajnoki mérkőzésen lépett pályára és ezeken 1-1 gólt jegyzett, mielőtt kölcsönbe került a VfL Bochum csapatához.

### Bochum (kölcsönben)
2010. január 29-én a több játék lehetőség miatt kölcsönben a VfL Bochum csapatához került. Első gólját rögtön a bemutatkozó mérkőzésén megszerezte a Bayer 04 Leverkusen ellen. A harmadik mérkőzésén is eredményes volt az Eintracht Frankfurt ellen.

### Mainz (kölcsönben)
2010. május 28-án az 1. FSV Mainz 05 csapatába került kölcsönbe a 2010–2011-es Bundesliga szezonra. Lewis már az első fordulóban bemutatkozott a VfB Stuttgart ellen és gólpasszal jelentkezett, a további két bajnokin ismételten 1-1 gólpasszal jelezte hogy számolhatnak vele. Ez év szeptember 24-én megszerezte az első és második gólját az 5. fordulóban az 1. FC Köln ellen. A TSG 1899 Hoffenheim ellen 3 gólpasszt osztott ki társainak. A szezon során több alkalommal is bizonyította hogy a Mainz legjobbjai közé tartozik.

### Visszatérés a Schalke-be

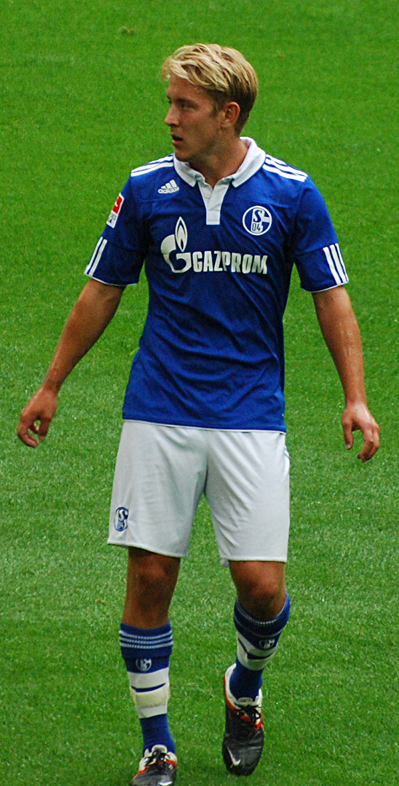
Holtby a Schalke 04 mezében

2011 júniusában visszatért a Schalke-be és a bajnoki szezon első mérkőzésén már pályára léphetett. A következő mérkőzésen már a Köln ellen be is talált a hálóba. A német kupában az FC Teningen ellen duplázott és 2 gólpasszt adott. Az Európa-ligában is számoltak vele, sőt az AEK Larnaca ellen gólt is szerzett.

### Tottenham
2013. január 4-én a Tottenham Hotspur hivatalos honlapján jelentette be, hogy 2013 nyarán Holtby csatlakozik a klubhoz.

### NAC Breda
2025. augusztus 11-én a holland NAC Breda csapatába igazolt.

## Válogatott
2007-ben Heiko Herrlich hívta be a német U18-as válogatottba.
Tagja volt a német U19-es csapatnak is ahol 12 mérkőzésen szerepelt és ezeken 4 gólt szerzett. Első gólját a csehek ellen szerezte 2008-ban., majd az észtek ellen is gólt szerzett.
2009 szeptemberében Horst Hrubesch bejelentette hogy Lewis a német U20-as válogatottban fog szerepelni a 2009-es U20-as labdarúgó-világbajnokságon, Egyiptomban. A tornán 2 gólt szerzett. Az első gólját a Kamerun, a második gólját pedig a negyeddöntőben a Brazília ellen szerezte.
2010. március 2-án debütált a német U21-es csapatban, Izland ellen. Az északírek ellen duplázott, majd 2011. március 29-én csapatkapitányként talált be kétszer az olasz korosztályos válogatott ellen.
2011. június 6-án debütált a német válogatottban Azerbajdzsán ellen a 2012-es Európa-bajnokság selejtezőjében,  ahol csereként lépett pályára a 88. percben.

## Statisztika
| Klub              | Szezon   | Bajnokság      | Bajnokság | Bajnokság | Kupa1 | Kupa1 | Nemzetközi² | Nemzetközi² | Egyéb³ | Egyéb³ | Össz. | Össz. |
| Klub              | Szezon   | Bajnokság      | Mérk.     | Gól       | Mérk. | Gól   | Mérk.       | Gól         | Mérk   | Gól    | Mérk  | Gól   |
| ----------------- | -------- | -------------- | --------- | --------- | ----- | ----- | ----------- | ----------- | ------ | ------ | ----- | ----- |
| Alemannia Aachen  | 2007–08  | Bundesliga 2   | 2         | 0         | 0     | 0     | —           | —           | —      | —      | 2     | 0     |
| Alemannia Aachen  | 2008–09  | Bundesliga 2   | 31        | 8         | 2     | 0     | —           | —           | —      | —      | 33    | 8     |
| Total             | Total    | Total          | 33        | 8         | 2     | 0     | 0           | 0           | 0      | 0      | 35    | 8     |
| Schalke 04        | 2009–10  | Bundesliga     | 9         | 0         | 2     | 0     | —           | —           | —      | —      | 11    | 0     |
| Schalke 04        | 2011–12  | Bundesliga     | 27        | 6         | 2     | 2     | 11          | 1           | 1      | 0      | 41    | 9     |
| Schalke 04        | 2012–13  | Bundesliga     | 19        | 4         | 2     | 0     | 6           | 0           | —      | —      | 27    | 4     |
| Összesen          | Összesen | Összesen       | 55        | 10        | 6     | 2     | 17          | 1           | 1      | 0      | 79    | 13    |
| VfL Bochum        | 2009–10  | Bundesliga     | 14        | 2         | 0     | 0     | —           | —           | —      | —      | 14    | 2     |
| VfL Bochum        | Összesen | Összesen       | 14        | 2         | 0     | 0     | 0           | 0           | 0      | 0      | 14    | 2     |
| Mainz 05          | 2010–11  | Bundesliga     | 30        | 4         | 2     | 2     | —           | —           | —      | —      | 32    | 6     |
| Mainz 05          | Összesen | Összesen       | 30        | 4         | 2     | 2     | 0           | 0           | 0      | 0      | 32    | 6     |
| Tottenham Hotspur | 2012–13  | Premier League | 11        | 0         | 0     | 0     | 6           | 0           | 0      | 0      | 17    | 0     |
| Tottenham Hotspur | 2013–14  | Premier League | 13        | 1         | 0     | 0     | 7           | 2           | 2      | 0      | 22    | 3     |
| Tottenham Hotspur | 2014–15  | Premier League | 1         | 0         | 0     | 0     | 2           | 0           | 0      | 0      | 3     | 0     |
| Összesen          | Összesen | Összesen       | 25        | 1         | 0     | 0     | 15          | 2           | 2      | 0      | 42    | 3     |
| Fulham            | 2013–14  | Premier League | 13        | 1         | 0     | 0     | —           | —           | —      | —      | 13    | 1     |
| Fulham            | Total    | Total          | 13        | 1         | 0     | 0     | 0           | 0           | 0      | 0      | 13    | 1     |
| Hamburger SV      | 2014–15  | Bundesliga     | 22        | 0         | 1     | 0     | —           | —           | 2      | 0      | 23    | 0     |
| Hamburger SV      | 2015–16  | Bundesliga     | 34        | 3         | 1     | 0     | —           | —           | —      | —      | 35    | 3     |
| Hamburger SV      | 2016–17  | Bundesliga     | 29        | 1         | 1     | 0     | —           | —           | —      | —      | 30    | 1     |
| Hamburger SV      | 2017–18  | Bundesliga     | 16        | 6         | 1     | 0     | —           | —           | —      | —      | 17    | 6     |
| Hamburger SV      | 2018–19  | Bundesliga 2   | 8         | 2         | 1     | 1     | —           | —           | —      | —      | 9     | 3     |
| Összesen          | Összesen | Összesen       | 109       | 12        | 5     | 1     | 0           | 0           | 2      | 0      | 116   | 13    |
| Összesen          | Összesen | Összesen       | 279       | 38        | 15    | 5     | 32          | 3           | 5      | 0      | 331   | 46    |

1 Beleértve DFB Kupa és az FA Kupa mérkőzéseket.

² Beleértve Bajnokok ligája valamint az Európa-liga mérkőzéseket. 

³ Beleértve a német szuperkupa, az angol ligakupa valamint a Bundesliga rájátszás mérkőzéseit.

## Sikerei, díjai

### Klub
- Schalke 04
  - Német szuperkupa (1): 2011